# Maříž
Maříž (německy Mayres, též Maires) je vesnice, část města Slavonice v okrese Jindřichův Hradec v Jihočeském kraji. Leží na samém jihozápadě Moravy při hranicích s Čechami a rakouskou spolkovou zemí Dolní Rakousy. Leží se asi tři kilometry západně od Slavonic. Vedle katastru Maříže bývala ještě pohraniční vesnice Léštnice, dnes již v důsledku událostí minulého století neexistující, jejíž katastrální území bylo původně exklávou Slavonic a po roce 1948 bylo připojeno k Maříži. Maříž leží na okraji České Kanady v překrásném kraji lesů, rybníků, malebných vesniček, kulturních památek a historických skvostů. V době po plném zapojení České republiky do schengenského prostoru zde vzniklo přeshraniční propojení Maříž–Reinolz.

## Název
V roce 1372 (lenními pány bratři Ulrich/Oldřich a Ješek z Olešné) se jméno obce objevuje ve tvaru Marysch a Maryz, v roce 1373 Meyrins. Zde usedlý rod se po vsi v roce 1392 psal de Marize či de Maryze a v roce 1420 de Maryss (česky Marýž).
Jméno osady původně znělo Marýš a bylo odvozeno od mužského osobního jména Marýš nebo Marých a to od ženského osobního jména Marie. V nářečí se jméno (jehož původní význam byl "Marýšův majetek") změnilo na Marejš, z níž se vyvinula německá podoba jména, Maires. Dnešní podoba pochází od Aloise Vojtěcha Šembery, který onu nářeční podobu opravil na domněle správné Maříž.

## Historie
První písemná zmínka o vesnici pochází z roku 1372. kdy markrabě Jan Jindřich udělil tvrz a ves Maříž Oldřichovi a Ješkovi bratřím z Olešné lénem.
Na počátku 17. století stálo ve vsi 20 stavení (8 láníků, 5 pololáníků a 7 domů bez polí). Podle vceňovacího operátu z roku 1843 žilo v Maříži 194 mužů a 235 žen v 64 domech a 99 domácnostech. Desátky byly odváděny vrchnostenské správě na panství Maříž a faře ve Starém Městě v Čechách. Na týdenní pondělní trhy se jezdilo z Maříže do Slavonic.
29. dubna 1886 zasáhlo obec tornádo.
Smršť písková. Řídké a hrozné divadlo tohoto výjevu přírodního objevilo se před 14 dny u Slavonic. Nad osadou Marýšem utvořil se větrný vír, kterýž rostl do výše a zároveň proti němu skláněl se hrot větrového sloupu z malého mráčku na nebi, brzy se oba spojily, takže užaslému diváku skýtala se nasedlá podoba dvou kuželů vrcholy spojených od nebe ku zemi. Takto utvořená smršť dala se na cestu směrem jihozápadním rychle se kolem osy otáčejíc a brala sebou co jí do cesty přišlo. V Marýši a Krásném Poli (Schönfeld) odkrývala střechy domů, pobořila několik stodol, sřítila zahradní zdi a vyvracela stromy jako hračkou, obrovské kusy dřev unášel vír jako pírka. V zámku marýšském rozbil 40 tabulí. Jistý kupec slavonický se synem svým zachránili se před jistou záhubou jenom tím, že lehli do příkopu. Smršť na 40 metrů zšíří ubírala se jako kolos od dědiny k dědině. Bylo slyšeti praskot jako od ohně a zápach požáru.
Listy ze západní Moravy, 15. 5. 1886

### Obec Maříž
Zrušení poddanství v roce 1848 přineslo konec vrchnostenské správy. Patrimonia ale fungovala až do 1. července 1850, kdy vstoupilo v platnost obecní zřízení. V letech 1850 až 1855 byla ves nejprve podřízena politické pravomoci Podkrajského úřadu v Dačicích, po vzniku smíšených okresních úřadů s politickou a soudní pravomocí v letech 1855–1868 Okresnímu úřadu v Dačicích. V roce 1868 došlo opět k oddělení a obec se vrátila pod politickou pravomoc Okresního hejtmanství v Dačicích, přičemž byl v roce 1911 pro německé obce zřízen okresní soudní okres Slavonice.
V roce 1858 si u krajského soudu v Jihlavě zaprotokolovali Josef Langthaler, majitel továrny na zápalky v Maříži, a jeho společník Georg Edlinger firmu „Josef Langthaler & Comp.” V roce 1874 vyhlásil soud v Dačicích na firmu konkursní řízení.
Zkoušený podkovář najme buď obecní KOVÁRNU neb od majitele po případě i také koupí. K. PETRŮ V MAŘÍŽI (Maires) u Slavonic.
Naše noviny, 28.5.1904
| Rok  | Domů | Obyvatel | Němci | Češi | Katolíci | Evangelíci | Židé |
| ---- | ---- | -------- | ----- | ---- | -------- | ---------- | ---- |
| 1880 | 68   | 304      |       |      |          |            |      |
| 1900 | 69   | 307      | 281   | 26   | 296      | 7          | 4    |
| 1910 |      | 307      | 281   | 26   |          |            |      |

Po volbách v roce 1910 se dne 28. srpna ustavilo obecní zastupitelstvo:
- Starosta Franz Sachar
- Obecní radní: Rudolf Wagner, Thomas Grünzweig
- Členové obecního výboru: Franz Schmiedt (kovář), Stefan Klutz (majitel statku čp. 3), Franz Wollein, Vinzent Kinast (krejčí), Johann Christian, Cyril Klingenberger.

Do místní školní rady vyslalo zastupitelstvo své členy a na její schůzi proběhla volba:
- předseda Thomas Czerny († 12. května 1918)
- místopředseda Ignaz Kloiber
- členové Ignaz Steindl (majitel statku čp. 7), Johann Dvořák (tesař).[15] Na škole vyučoval správce školy Johann Chlad.

Hostince provozovali Thomas Czerny na čp. 66 (též obchod se smíšeným zbožím a dřevem) a Johann Steindl, kovárnu Franz Schmiedt, živnost krejčího Vinzent Kinast a jako švadlena nabízela služby Johanna Wirtl. Obchod se smíšeným zbožím se nacházel v hostinci p. Černého a další provozoval Johann Bös. Obuvnickou živností se zabýval švec Stephan Klutz, stolařstvím Jan Dvořák a Tomáš Křížek, tesařstvím Eduard Neusser. Majitel statku zaměstnával jednoho úředníka Emanuela Schnurpfeila, správce lesa.

### Pošta
V roce 1880 Okresní hejtmanství v Dačicích vyhlásilo konkurz na místo poštmistra (Postmeister) ve Slavonicích, který by provozoval povozní poštu jednou denně na trati Slavonice-Dačice a dvakrát denně na trati Slavonice-Waidhofen an der Thaya. Od 1. března 1892 zavedlo c. k. ředitelství pošt a telegrafů na Moravě a Slezsku u c. k. poštovního a telegrafního úřadu ve Slavonicích venkovského poštovního doručovatele pro obvod: Slavětín, Chvaletín, Mutišov, Vlastkovec, Rubašov a Maříž.
Ze Slavonic poštovní doručovatel vycházel v 7.00 hodin ráno (Slavětín 8.15, Chvaletín 9.00, Mutišov 10.00, Rubašov 10.55, Vlastkovec 11.30) a vracel se ve 12.15 hodin, odpoledne ve 14.15 h odcházel ze Slavonic na další pochůzku do Maříže, odkud se vracel v 15.30 h a pochůzku ukončoval na poštovním úřadě ve Slavonicích v 16.15 h. Kromě běžné pošty obstarával venkovský také poštovní ceniny (úspory, platby, složenky) a měl povoleno si za vyřizování soukromých služeb účtovat přiměřenou provizi. Až na Rubašov se ve všech obcích nacházely poštovní schránky.
Dnem 1. srpna 1907 zřídilo c. a k. ředitelství pošt a telegrafů v poštovním okrese Slavonice dva poštovní okrsky a zahrnula do poštovní obchůzky i obce Fratres a Kadolec: 1. okrsek zahrnoval místa Chvaletín/Qualitzen, Mutná/Mutten, Mutišov/Mutischen, samotu Rubašův dvůr/Rubaschhof; 2. okrsek místa Fratres, Maříž/Mayres, Léštnice/Lexnitz, hájovna Maříž/Forsthaus Mayres a Kadolec/Kadolz. Pěší pochůzku poštovního doručovatele zajišťoval poštovní úřad ve Slavonicích každý den kromě neděle.

### Školní okres Dačice – obecná škola Maříž
Vyučovalo se nejprve po domech, potom ve stavení čp. 36. Obecná škola s německým vyučovacím jazykem byla v roce 1820 vyhlášena za veřejnou. Vyučovali: nejprve Vybíral, po něm v letech 1811–1842 Jakob Wolfschütz. Dnem 2. září 1870 byl zřízen školní okres Dačice (Schulbezirk Datschitz) s okresní školní radou. Ve škole vyučoval až do roku 1877 Karel Partis.
V roce 1878 vyhlásila okresní školní rada v Dačicích volná podučitelská místa na 24 školách, mezi nimiž se nalézalo i podučitelské místo třetí platové třídy na jednotřídní německé škole v Maříži.
V roce 1882 byl c. a k. moravskou zemskou školní radou do Maříže přeložen Raimund Rabusky z podučitelského místa v Hustopečích. Ten ale v Maříži dlouho nevydržel, jelikož v září téhož roku jmenovala okresní školní rada provizorním učitelem na mařížské škole France Doubka.
V novém školním roce 1883/1884 nastoupil do Maříže učitel Anton Maza, který byl do obce přeložen z nedaleké Dešné. Ve školním roce 1886/1887 byl ale přeložen z Maříže do Letovic (osady Jindřichovo údolí/Heinrichsthal) a učitelské místo v Maříži zůstalo neobsazeno. Následně c. a k. okresní školní rada v Dačicích vyhlásila konkurzní řízení na místo učitele druhé platové třídy v jednotřídní obecné škole s německým vyučovacím jazykem v Maříži.
Vzhledem k tomu, že konkurzní řízení na učitelské místo v Maříži bylo vyhlašováno i po dva následující roky 1887 a 1888, dá se předpokládat, že se jej trvale obsadit nedařilo. Teprve na podzim roku 1888 to zemská školní rada vyřešila tím, že do Maříže přeložila učitele Franze Kunze z obecné německé školy v Nových Sadech.
V roce 1893 otevřela obec novou školní budovu, kde vyučoval v letech 1893–1911 Johann Chlad. Školu navštěvovali též žáci z Léštnice a Kadolce, v roce 1910 celkem 69 žáků. Náboženství vyučoval farář ze Slavonic Ignaz Steindl. Po něm nastoupil učitel Anton Dörrer, který v roce 1914 padl ve válce. Dalším vyučujícím byl Adolf Deimel, který taktéž padl.
Ve školním roce 1917/1918 se 66 žáků dělilo do tří skupin. V první skupině nejmladších žáku se nacházelo 10 žáků (z toho 5 chlapců a 5 děvčat), ve druhé skupině 28 žáků (z toho 13 chlapců a 15 děvčat) a ve třetí skupině taktéž 28 žáků (z toho 14 chlapců a 14 dívek), 5 žáku na konci školního roku základní vzdělání ukončilo.

## Maříž v letech 1918–1945
Od roku 1919 spadala obec pod okresní politickou správu a od roku 1928 okresního úřadu v Dačicích. Až do roku 1938 byla podřízena Okresnímu soudu ve Slavonicích.
Tratě: polní tratě Reinolzer Lüß, Lexnitzer Breiten, Bergäcker, Auäcker, luční tratě Breitwiesen, Auwiesen, Golzenlußwiesen, Reinolzer Wiesen, lesní tratě Bergwald, Brunnluß.
Rybníky: Hechtenteich (Štičí rybník), Johannesteich (Janův rybník), Amtteich (Úřední rybník), Zlabingser Teich (Slavonický rybník), Dorf Teich (Obecní rybník), Aschlingsteich (Aschlingův rybník), Kreuzteich (Křížový rybník), Feldteich (Polní rybník), Mühlteich (Mlýnský rybník), Großer Teich (Velký rybník).

### Zřízení pohraničního pásma
Dne 23. prosince 1918 poslala vojenská posádka ze Slavonic k ostraze státní hranice 36 mužů do Maříže, 12 mužů do Kadolce a 14 do Léštnice. V Maříži byli vojáci ubytováni v domě čp. 19 (majitel Franz Schmidt čp. 8) a čp. 10, velitel mužstva bydlel na zámku. V roce 1920 se započalo s budováním celních budov. Rakouský finanční úřad (Staatsamt für Finanzen) nařídil 10. dubna 1920 dobudování nových rakouských celních úřadů a přeložení celnice z Waldkirchenu do Slavonic-Fratres, kde byl zřízen silniční a železniční přechod. V roce 1922 bylo zřízeno pohraniční pásmo do hloubky 5 km, přičemž v politickém okrese Dačice se v hraničním pásmu ocitly obce: Maires-Maříž, Zlabings-Slavonice s obcemi Kadolz-Kadolec, Lexnitz-Leštnice, Chwalatitz-Chvalatice, Piesling-Písečné a Neustift-Nové sady. Úmluva mezi republikou Československou a republikou Rakouskou o vedení rakousko-československé hranice a některých souvislých otázkách byla přijata v Praze 10. března 1921 a ve Sbírce zákonů a nařízení vyšla 6. října 1922.
Dohoda o malém pohraničním styku z rohu 1929 rozšířila pohraniční pásmo po obou stranách hranice do hloubky 15 km. Do pohraničního pásma spadal soudní okres Slavonice s obcemi: Bolíkov, Cizkrajov (Cizkrajov, Felixův Mlýn, Myslivna, Zámeček u Bolíkova), Nové Hobzí, Staré Hobzí (Janský Dvůr, Hejnice, Staré Hobzí, Loucký Mlýn, Nový Mlýn, U Oulehlů, Veselíčko), Holešice, Chvaletín, Kadolec, Léštnice, Marketa, Maříž, Modletice, Mutišov, Mutná (Mont-Serrat, Mutná, Janské údolí), Písečné (Krokovice, Červený Mlýn, Písečné), Rubašov, Nové Sady, Slavětín, Slavonice (Dvorský Mlýn, Fuchsův Mlýn, Hirschjirglův Mlýn, Pastouška, Slavonice, Šibeňák), Stálkov (Pohodnice, Stálkov), Stoječín (Bílý Dvůr, Doubkův Mlýn, Stoječín), Václavov, Nová Ves, Vlastkovec, Vnorovice (Hadrův Mlýn, Vnorovice).
V pohraničním území trvale usedlé obyvatelstvo, které v důsledku svého povolání nebo výkonu zaměstnání muselo překračovat státní hranici, si muselo obstarávat „osvědčení pro překročení hranice”. Osvědčení se vydávalo osobám spolehlivým a bezúhonným.

### Obyvatelstvo a živnosti
| Rok  | Domů | Obyvatel | Němci | Češi | Jiné národnosti |
| ---- | ---- | -------- | ----- | ---- | --------------- |
| 1921 | 65   | 267      | 201   | 44   | 22              |
| 1926 |      | 289      | 223   | 44   | 22              |
| 1942 | 67   | 217      |       |      |                 |

V roce 1926 žilo v obci 223 Němců, 44 Čechů a 22 cizozemců. Katastr obce sestával z 228 ha polí, 42 ha luk, 3,90 ha zahrad, 7,73 ha pastvin, 103,9 ha lesů, 4,6 ha rybníků (10 rybníků), celkem 390,13 ha; z toho patřilo velkostatku 229,92 ha. Z tehdejších živnostníků jsou uváděni: 2 hostinští, 2 obchodníci (se smíšeným zbožím, se zeleninou a ovocem), 2 truhláři, 2 krejčí, 1 kovář, 1 švec. V obci se nacházel mlýn s pilou, kovárna, kaple, jednotřídní německá škola, chudobinec, sýpka a škrobárna mimo provoz. Elektrifikace obce proběhla v roce 1929 připojením na síť ZME Brno.

### Školství
Školní rok 1918/19 započal v mařížské jednotřídce 16. září s celkovým počtem 53 žáků (s přiškolenými obcemi Kadolec a Léštnice). Na škole vyučoval správce školy Adolf Deimel a náboženství farář Franz Marek ze Slavonic. V době od 17. května do 31. května 1919 bylo vyučování přerušeno, jelikož okresní hospodářský komisař učitele Adolfa Deimla pověřil funkcí obecního hospodářského komisaře ve Slavonicích a soupisem zemědělské půdy. Po smrti předsedy místní školní rady (Ortsschulrat) Thomase Czerneho († 12. května 1918) vykonával tuto funkci Vinzenz Kinast.
Dne 7. září 1919 proběhla na schůzi školní rady nová volba, při které byl zvolen předseda Ignaz Steindl (majitel statku čp. 7), místopředseda Heinrich Kloiber (majitel statku čp. 20) a členové Stefan Klutz (majitel statku čp. 3), 1 zástupce za obec Kadolec, 1 zástupce za obec Léštnice, 1 zástupce za velkostatek (majitel statku Schulim Schreyer), za školu učitel Adolf Deimel a za náboženskou obec farář Anton Červenka ze Slavonic. Ignaz Steindl ale volbu nepřijal a tak byl 19. října 1919 zvolen nový předseda Johan Klütz (od r. 1925 Franz Sacher). Ve školním roce 1919/20 vyučoval Adolf Deimel a náboženství farář Anton Červenka ze Slavonic.
Ve školním roce 1920/21 nastoupil do Maříže nový správce školy učitel Heinrich Sprinzl (* 1890), náboženství vyučoval i nadále farář Martin Červenka (od r. 1926 Laurenz Willmann, od r. 1927 Johann Schmuck, od r. 1928 Wilhelm Seidl) a nově nastoupila učitelka pro dívčí ruční práce Marie Vrba (po ní Maria Götthaus, od r. 1924 Marie Borth, od r. 1928 Julia Borth z Chvaletína). Pan učitel Adolf Deimel byl přeložen do Stoječína.

#### Německý školní okres Jihlava
Ve školním roce 1933/34 byla zavedena nová soustava školních okresů. Zemským orgánem byla nadále Zemská školní rada v Brně. V Jihlavě sídlil Okresní školní výbor pro německé školy, jemuž předsedal okresní hejtman politické správy Dr. Karel Bočan, okresním školním inspektorem byl Franz Wißgott a samotný německý školní okres zahrnoval německé školy z Jihlavy město, Jihlavy venkov, německé školy ze soudního okresu Slavonice v politickém okrese Dačice, německé školy v soudním okrese Jemnice v politickém okrese Moravské Budějovice. Nová místní školní rada v Maříži byla zvolena 5. května 1933:
- Předseda: Franz Sachar z Maříže
- Místopředseda: Anton Schremser z Kadolce
- Správce školy: Heinrich Sprinzl
- Náhradníci: Johann Puhm z Maříže, Otto Brem z Maříže, Stallecker z Maříže.

Na škole dále vyučovali Heinrich Sprinzl, ruční práce Julia Borth, která docházela ze školy v Chvaletíně, náboženství farář Wilhelm Seidl ze Slavonic. Ve školním roce 1933/34 školu navštěvovalo: z Maříže 14 chlapců (z toho 1 Čech) a 11 dívek, z Léštnice 2 chlapci a 4 dívky, z Kadolce 7 chlapců a 1 dívka. Ve školním roce 1934/35 vystřídala pana učitele Sprinzla paní učitelka Ulrike Hvízdal z Gajdel a pana faráře Seidla na náboženství nový farář Adolf Vykopal ze Slavonic. Školní rok 1936/37 znamenal další změnu, kdy nastoupil nadučitel Edmund Strommer z Dešné a náboženství vyučoval pan farář Wolf Wenhuda.
Školní kroniku vedli všichni učitelé, dochovala se kronika z období 1889–1918 a pro období 1918–1941. Dne 4. května 1926 byli žáci (školní rok 1925/26) fotografováni ve své třídě, dne 29. dubna 1928 v zimní zahradě na zámku v Maříži, 19. ledna 1929 na školním pozemku za školou, na konci školního roku 1929/30 před školou, v zimě 19. prosince a 22. prosince 1931 s vánočním stromečkem. na začátku školního roku 1933/34 ve třídě a před školou,

### Říšská župa Dolní Podunají
Po odstoupení pohraničí připadla obec pod Říšskou župu Dolní Podunají a podle vzoru Znojma se v prosinci 1938 stala součástí obce Groß-Zlabings (Velké Slavonice), od října 1938 do května 1945 byla podřízena Landratu ve Waidhofenu a. d. T. a soudnímu úřadu (Amtsgericht) ve Slavonicích. V roce 1942 žilo v Maříži 217 obyvatel. V obci se nacházelo 67 domácností, z toho se 55 zabývalo zemědělstvím. Katastr obce měl rozlohu 3,89 km². Ve druhé světové válce padlo 13 mužů. Během odsunu německého obyvatelstva partyzánskou skupinou Vladimíra Hobzy 8. června 1945 (před konáním Postupimské konference) bylo z obce vyhnáno 229 osob (žen, dětí a starců).

## Maříž v letech 1945–1989
Po osvobození v květnu 1945 náležela obec Maříž pod Okresní národní výbor v Dačicích. Po odsunu německého obyvatelstva započalo současně osídlování obce českým obyvatelstvem z blízkého okolí, v roce 1947 žilo v obci 182 obyvatel ve 46 domech a v roce 1950 189 obyvatel ve 48 domech.
V roce 1946 bylo v politickém okrese Dačice založeno pastevní družstvo. V neděli 14. dubna 1946 se konala schůze přípravného výboru pro založení velkého oblastního pastevního družstva, ke kterému přistoupili i zemědělci ze 4 sousedních okresů: Dačice, Moravské Budějovice, Jihlava, Třebíč a Velké Meziříčí. Rozloha půdních pozemků činila 700 ha půdy, z toho největší část (400 ha) na okrese dačickém v katastru obcí Český Rudolec, Slavětín, Maříž a Písečné nad Dyjí, zbytek se pak nacházel na okrese jihlavském a moravsko-budějovickém. Konfiskované pozemky na Dačicku disponovaly i budovami k ustájení. Dne 28. dubna 1946 se v Jihlavě konala první valná hromada.
Po únoru 1948 započala také v Maříži socializace zemědělství, založené JZD Maříž (r. 1955 JZD III. typu) v obci vybudovalo vepřín. V roce 1951 se započalo s budováním železné opony a obec se postupně vylidnila. Od roku 1955 probíhala další vlna dosídlování pohraničí a ještě v roce 1959 nabízelo JZD Maříž v rámci této akce prázdné domky k dosídlení.
Po územní reorganizaci v polovině roku 1960 byla Maříž s moravským Slavonickem začleněna pod správní okres Jindřichův Hradec a v témže roce 1960 bylo JZD Maříž sloučeno do JZD Hraničář Slavonice (hospodářství Maříž), které v obci vybudovalo kravín se silážní jámou. Předání zámecké budovy JZD znamenalo její postupnou devastaci. V roce 1963 se zámek nacházel v zuboženém stavu a pravé křídlo již neexistovalo. V roce 1964 v rámci integrace obcí byly obce Maříž, Vlastkovec a Mutišov sloučeny se Slavonicemi a od ledna 1965 bylo JZD Hraničář Slavonice delimitováno do Státního statku Nová Bystřice (hospodářství Slavonice). Ke zrušení obecné školy z důvodu malého počtu žáků došlo v roce 1965 a žactvo bylo převedeno do Slavonic.
Obec byla určena k likvidaci a nakonec s rozšířením pohraničního pásma obehnána dráty. V roce 1970 žilo v obci 77 obyvatel ve 24 domech a v roce 1982 již jen 45 obyvatel v 15 domech. V roce 1989 v obci žila jen jedna rodina a pár starších lidí. Z většiny domů zůstaly pouze ruiny.

## Maříž po roce 1989

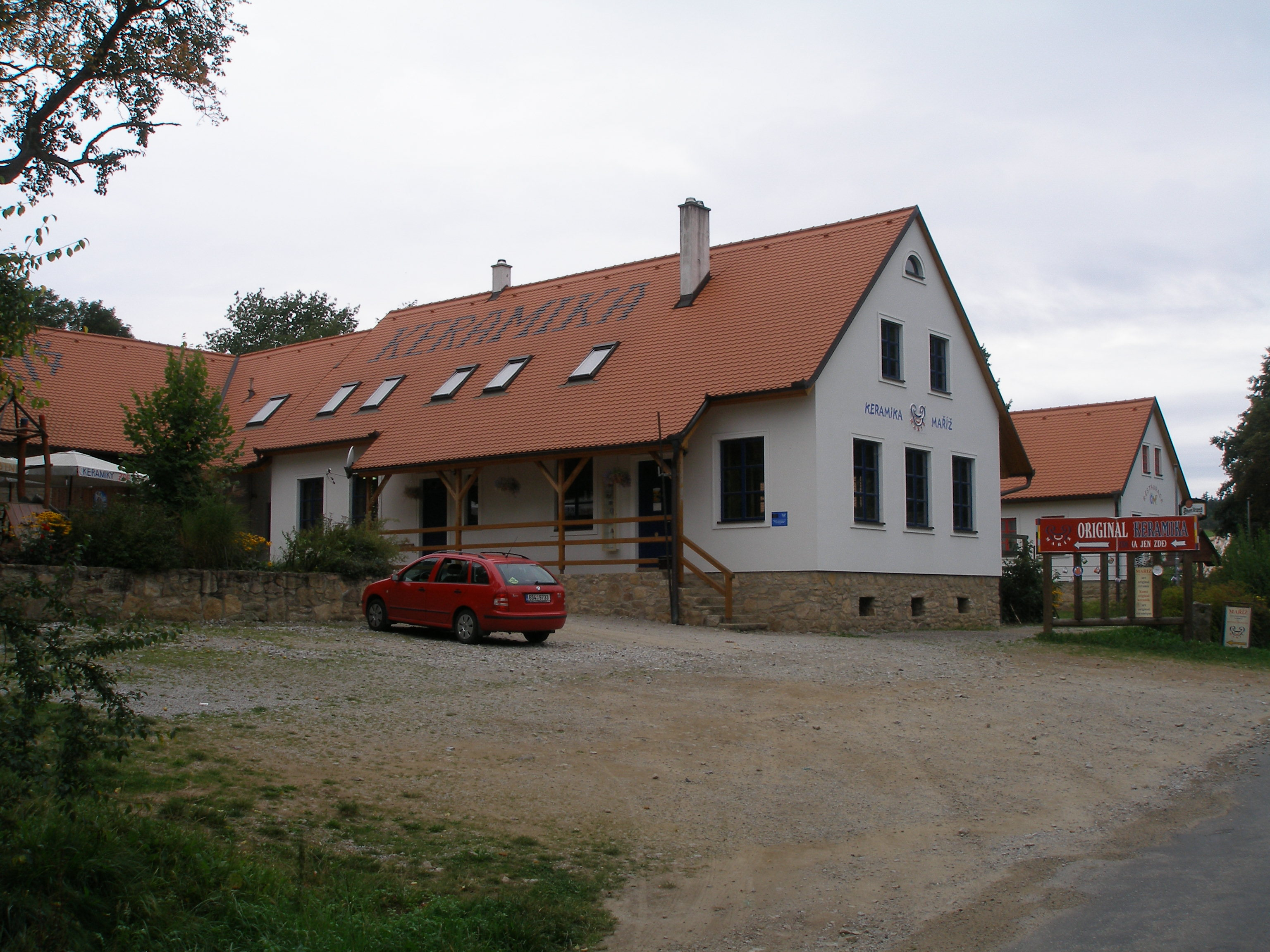
Keramika Maříž

Po zrušení Okresního úřadu v Jindřichově Hradci připadla obec v roce 2003 pod pověřený Městský úřad v Dačicích. Do vesnice se život počal navracet velmi pomalu, nejprve v jarních a letních měsících. Dnes jsou dva domy znovu postaveny, některé opraveny a jiné chátrají dál. Současná Maříž je známá především díky proslulé mařížské keramice. Domy, které ještě v obci zůstaly, si movití umělci (převážně z Prahy nebo po návratu z ciziny) upravili na chalupy. V obci byli v roce 2006 (tedy 17 let po revoluci) hlášeni k trvalému pobytu pouze 2 obyvatelé. Přičemž obytných domů s čísly popisnými je ve vesnici evidováno 30.
V roce 1999 otevřeli manželé Valkovi etnografickou expozici včetně fotografické a dokumentární části, která je zaměřena hlavně na Maříž a přilehlé lokality. V letech 2010–2012 proběhla revitalizace bývalého zámeckého parku a v roce 2018 obnovení bývalé studny. V roce 2016 bylo v Maříži hlášeno k trvalému pobytu osm obyvatel v pěti usedlostech, přičemž domů s čísly popisnými je ve vesnici evidováno 32 (od čísla 2 do 75). Restaurace s penzionem (Kulturní a turistické centrum Oáza Maříž), která byla při keramické dílně (Mařížské kreativní dílny) nově vybudována, je provozována během letního období. Maříž leží na mnoha cyklistických okruzích, které okolo Slavonic v roce 2013 vznikly (Greenways Praha–Vídeň, Fauna a flora, Požární zbrojnice).

## Obyvatelstvo
| Rok            | 1869 | 1880 | 1890 | 1900 | 1910 | 1921 | 1930 | 1950 | 1961 | 1970 | 1980 | 1991 | 2001 | 2011 | 2021 |
| -------------- | ---- | ---- | ---- | ---- | ---- | ---- | ---- | ---- | ---- | ---- | ---- | ---- | ---- | ---- | ---- |
| Počet obyvatel | 403  | 414  | 364  | 351  | 317  | 317  | 270  | 226  | 129  | 77   | 45   | 9    | 5    | 7    | 10   |
| Počet domů     | 81   | 80   | 80   | 81   | 78   | 77   | 76   | 58   | 32   | 24   | 15   | 24   | 24   | 24   | 24   |

## Obecní správa
Při sčítání lidu v letech 1850–1959 Maříž byla samostatnou obcí v okrese Dačice. Od roku 1960 je částí města Slavonice v okrese Jindřichův Hradec.

## Pamětihodnosti

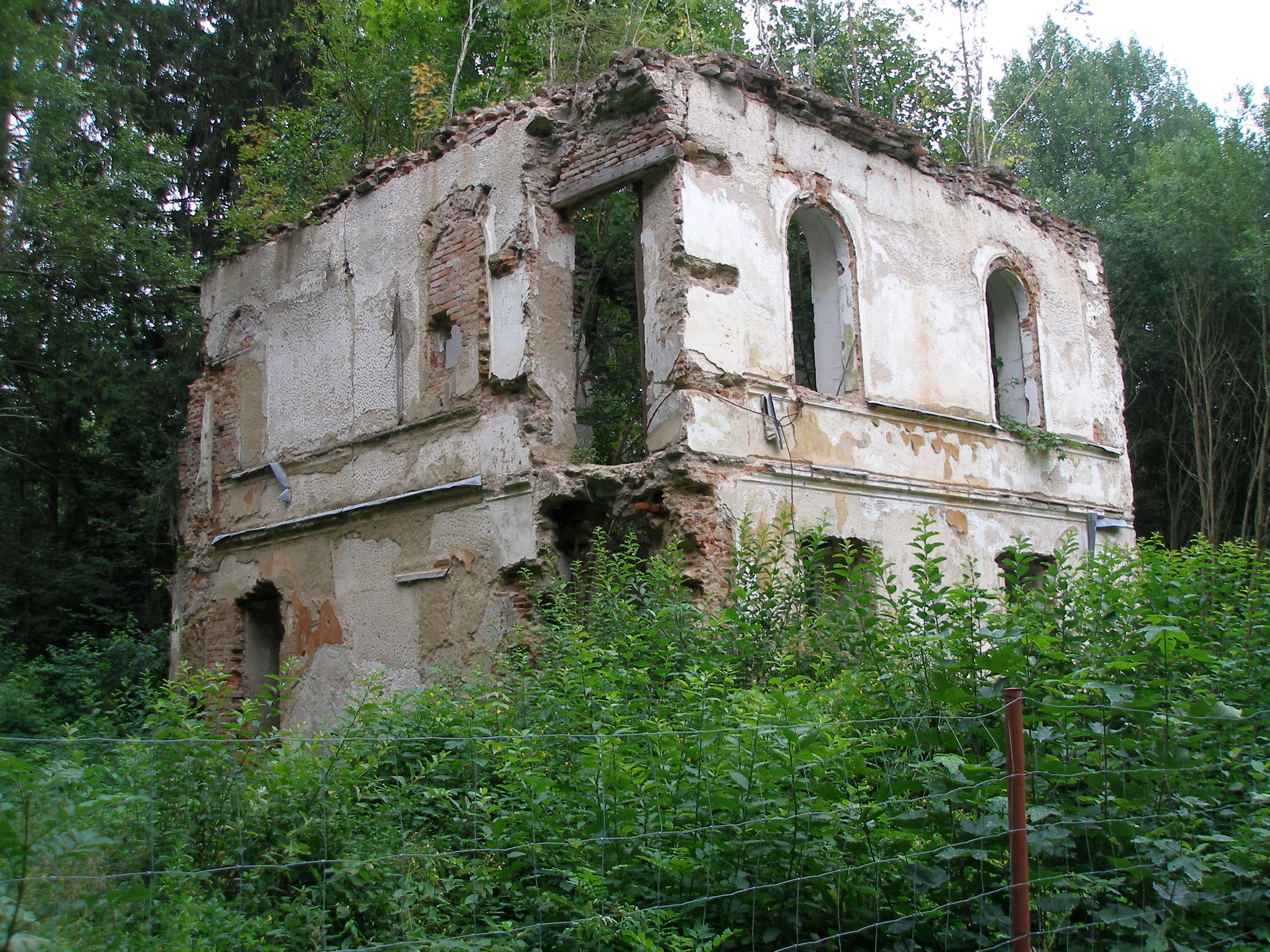
Torzo zámku (r. 2008)

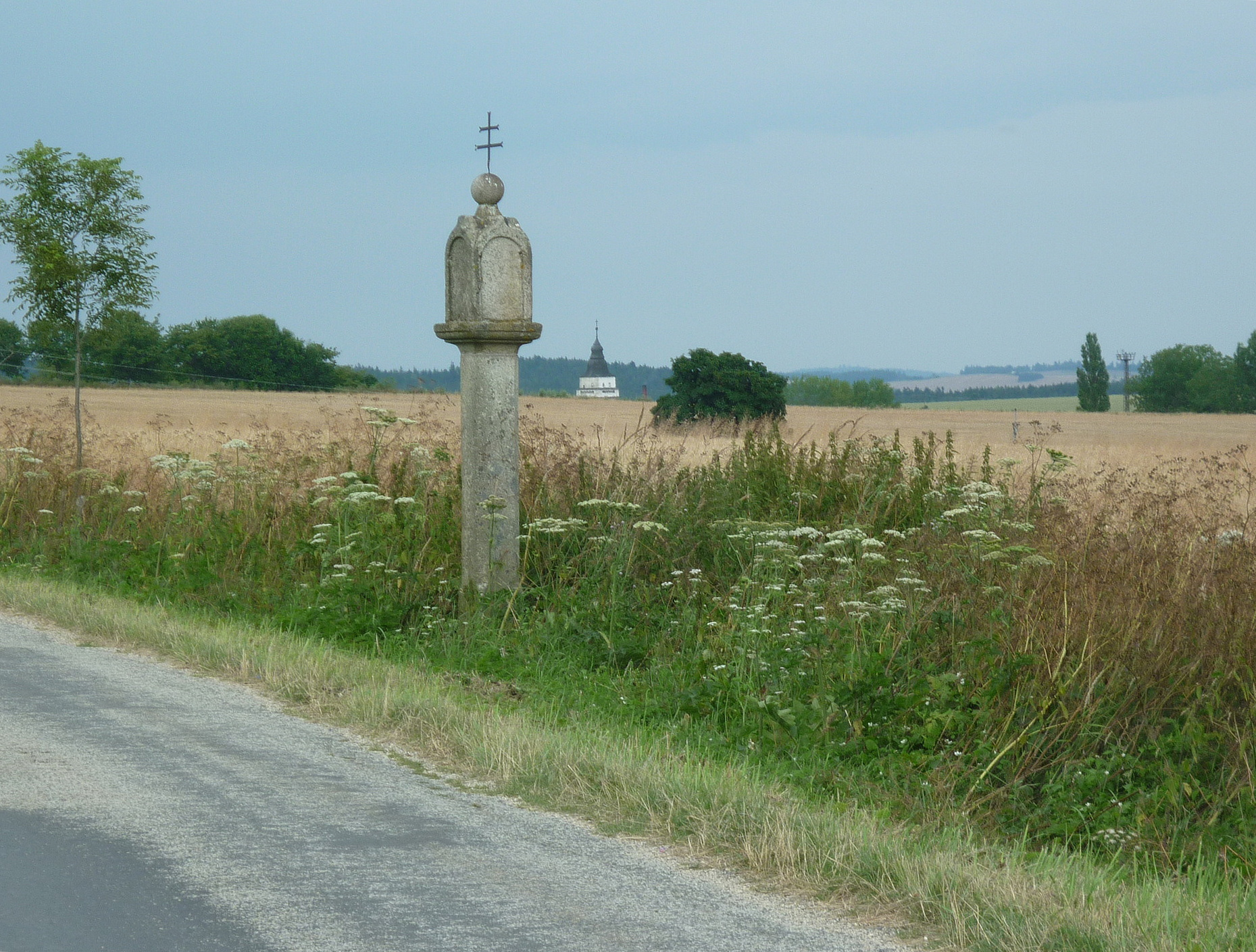
Boží muka Maříž (r. 2010)

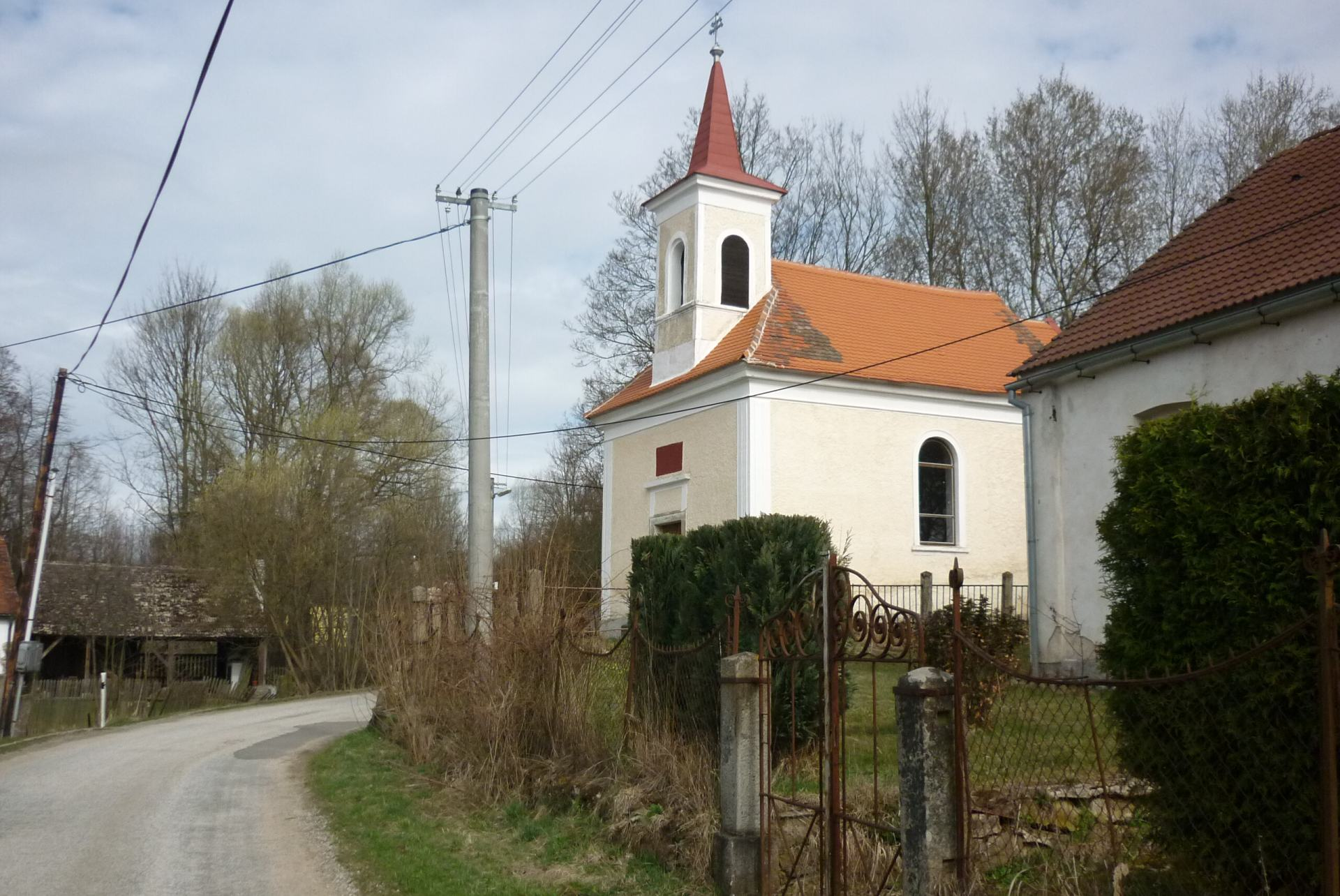
Kaple Panny Marie Pomocné

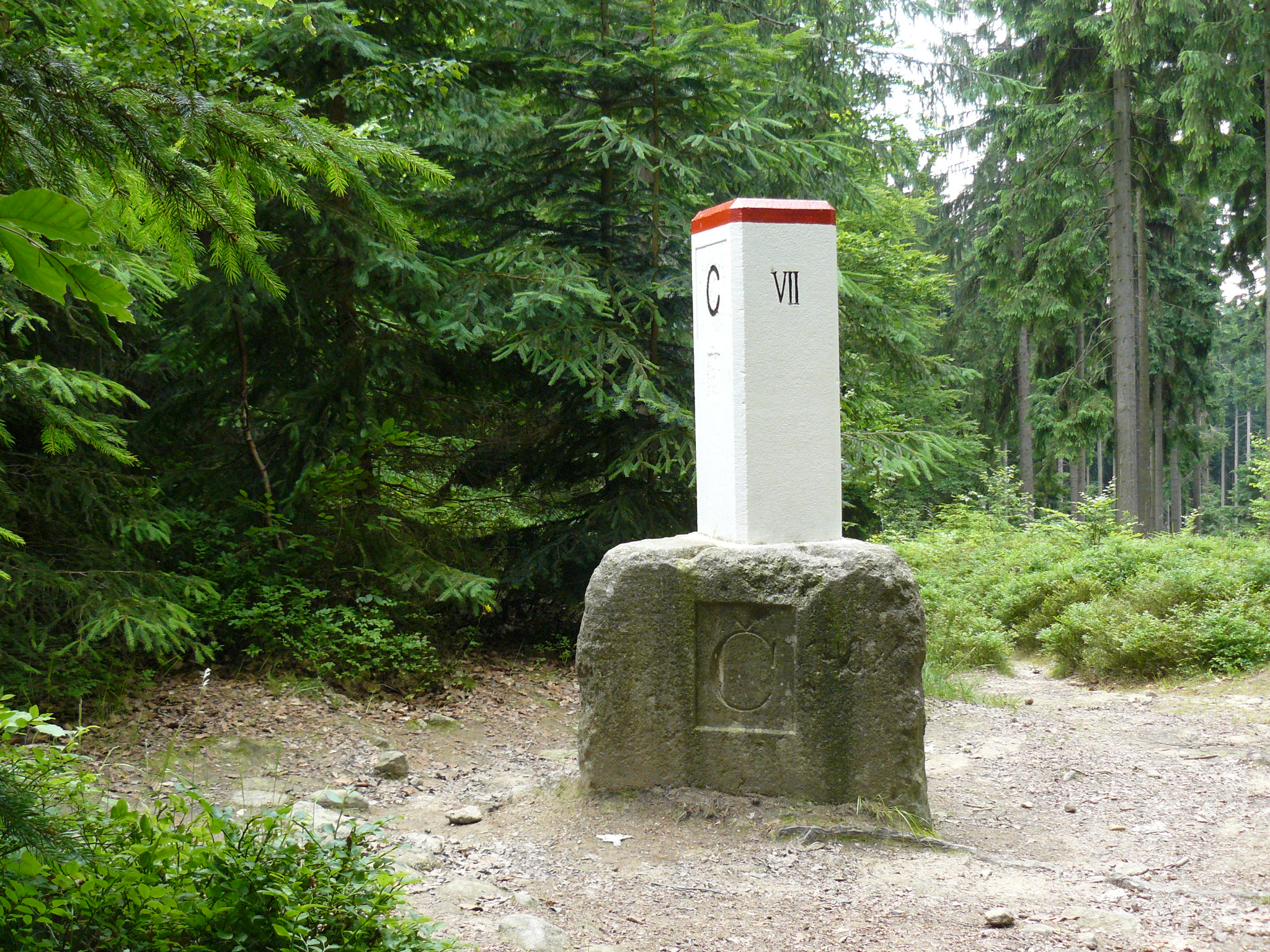
Trojmezí

### Torzo zámku
Podle dochovaných fotografií z roku 1920 měl zámek nepravidelný obdélníkový tvar s polygonálními věžemi v severozápadním a jihozápadním rohu a v protilehlých rozích věže okrouhlého tvaru. V roce 2006 se rozhodl torzo objektu i s přilehlým parkem pro budoucnost zachovat spolek „Mařížský park”, který usiloval též o schválení projektu na obnovu parku s torzem zámku. Ten byl v té době vyjmut z kulturních památek.
Dnes je torzo zámku obklopeno revitalizovaným parkem. Staré stromy, keřové a bylinné patro jsou významným biotopem v krajině Slavonicka, park tvoří ostrov v krajině ohraničený čtyřmi rybníky, dvěma potoky a mokřadem. Impozantní modřínová alej, skupina 300 let starých dubů a upravená kašna jsou místem, které opět slouží nejenom obyvatelům, ale i návštěvníkům Maříže a Slavonic k procházkám a setkávání se. Torzo zámku je oploceno, ale není zakonzervováno.

### Kaple Panny Marie Pomocné
Kapli Panny Marie Pomocné (Kapelle zu Mariahilf) nechal v roce 1817 vybudovat na nově zakoupeném pozemku majitel panství Maříž Franz Rupp rytíř von Ehrenstrom a jeho bratr Wilhelm. Kaple vystavěná v italském stylu se střechou z pálených tašek a plechovou věžičkou s jedním zvonem byla oběma rytíři von Ehrenstrom vybavena hlavním oltářem s obrazem Panny Marie Pomocnice, oltářní lampou, klekátkovými lavičkami, jedním stříbrným kalichem a mešním nádobím, 14 obrazy Křížové cesty.
Výstavba kaple a její vybavení stálo 3 295 zlatých a 38 krejcarů, vedle toho majitel panství nadal kapli 300 zlatými, 200 zlatými církevní služebníky a celebrováním 2 svatých mší za 100 zlatých. Dne 2. července 1851 byla kaple vysvěcena. Ves Maříž s kaplí a školou tvořila součást slavonické farnosti (společně se vsí, kaplí a školou v Vlastkovci, vsí a školou ve Chvaletíně, vsí Slavětínem, vsí a školou ve Stálkově a samotou Rubašov). V roce 1860 čítala 3 994 německy hovořících katolíků a 24 židů. Kaple byla po roce 1945 ve zchátralém stavu. Nyní je opravena, většina lodi má novou střechu, opravená okna, též okolní křoviny jsou vyřezány. U kaple stojí kříž.

### Mlýnský zámeček
Jihovýchodně od zámku pod hrází Mlýnského, dnes Zámeckého rybníka, stával asi do poloviny 20. století bývalý mlýn a nedaleko něj i Mlýnský zámeček. Původně měl čp. 11a (čp. 11 měl sousedící mlýn), ale od roku 1936 dostal vlastní čp. 70. Jednalo se zřejmě o budovu obdélníkového tvaru cca 23 m × 12 m. Posledním majitelem před zestátněním byl Julius Hofmann. Zámeček zanikl zřejmě společně s mlýnem někdy v období po roce 1950, protože byl v tzv. nepřístupném pohraničním pásmu ("za drátama").

### Drobné památky
- Boží muka severně na cestě z Maříže do Slavonic[80]
- Kříž severně od Maříže[81]
- Kaplička v Maříži[82]

### Zajímavosti
- Dne 17. dubna 1931 havarovalo na rakouské straně nedaleko Maříže privátní letadlo Baťových závodů, ve kterém se mimo pilota a jednoho pasažéra nacházel též ředitel závodů. Všechny tři se podařilo místním obyvatelům z vraku vyprostit. V další cestě pokračovali vlakem.[83]
- Západně od Maříže (2 km) se nachází významný zeměpisný bod - Trojmezí Čechy, Morava, Rakousko.
- Myslivna, zvaná též Lovecký zámeček, se nacházela severozápadně od vsi.
- Kovárna se nacházela v roce 1930 v současné stodole u čp. 53.
- Hospoda bývala v čp. 24.
- Obnovené rybníky: Zámecký rybník (dříve Mlýnský) a rybník na levém přítoku (Za statkem) se do map dostaly až v roce 1921.
- První transformátor v obci pocházel z roku 1934 a stál v zatáčce při cestě na Léštnici.

## Významné osobnosti
- Dr. Georg Wimmer, osobní lékař Jeho Veličenstva belgického krále Leopolda II. (* 18. duben 1815 Maříž, † 18. květen 1893 Brusel), jehož rodina pocházela z okolí Slavonic. Zanechal po sobě dědictví v hodnotě 2 miliony franků.[84]
- Anton Eipeldauer (* 25. únor 1893 Maříž, † 17. říjen 1977 Vídeň), rakouský profesor zahradnictví, botanik a odborný spisovatel[85][86]

## Fotogalerie

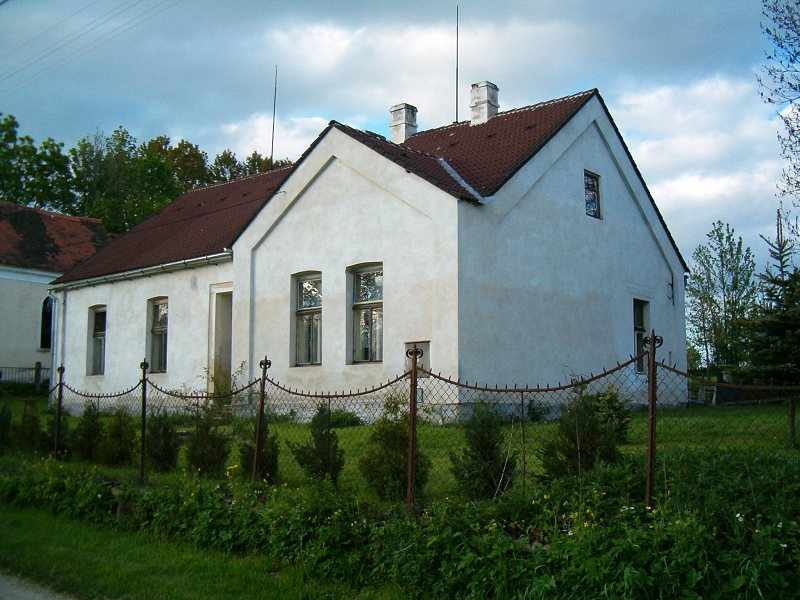
Budova bývalé školy
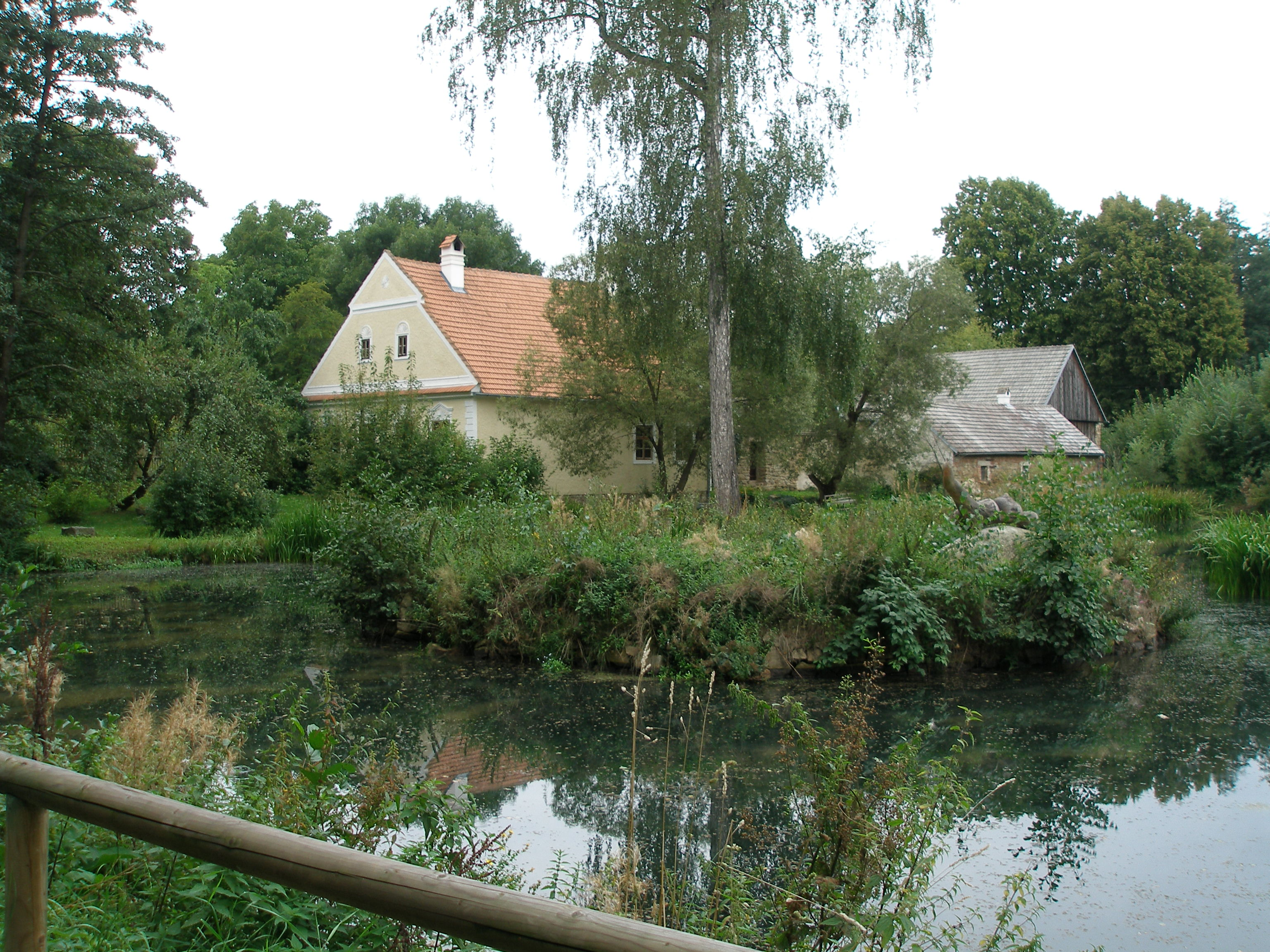
Obnovený rybník na návsi
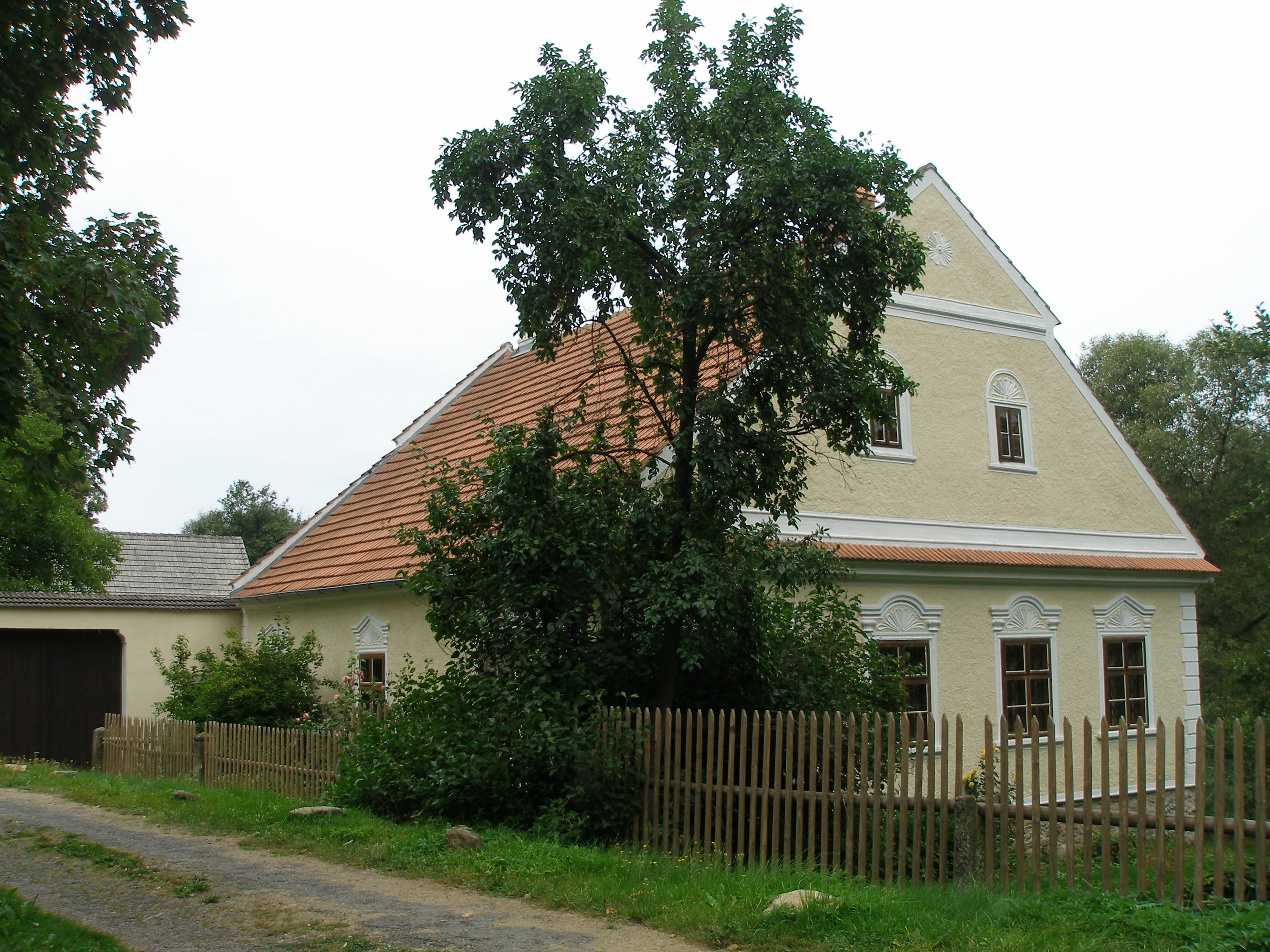
Usedlost uprostřed vsi